# Hirondelle à gorge perlée
Hirundo dimidiata
Espèce
Statut de conservation UICN

 LC  : Préoccupation mineure
L'Hirondelle à gorge perlée (Hirundo dimidiata) est une espèce de passereau de la famille des Hirundinidae.

## Répartition
Son aire de répartition s'étend sur la République démocratique du Congo, l'Angola, la Namibie, la Zambie, le Botswana, le Zimbabwe, l'Afrique du Sud, le Lesotho, le Swaziland, le Mozambique et le Malawi. Elle est rare en Tanzanie.

## Sous-espèces
Cet oiseau est représenté par deux sous-espèces :
- Hirundo dimidiata dimidiata Sundevall, 1850 ;
- Hirundo dimidiata marwitzi Reichenow, 1903.